# AIESEC

Logo oficial

AIESEC (inițial din franceză Association internationale des étudiants en sciences économiques et commerciales, în prezent nume propriu) este o asociație studențească globală, non-guvernamentală, independentă, non-profit, condusă de studenți sau proaspăt absolvenți ale unei instituții de învățământ superioare. AIESEC este prezentă în peste 2.400 de universități, 126 țări și teritorii și are ca scop dezvoltarea abilităților de leadership ale membrilor săi. Are peste 5.000 de parteneri.

## Istoric
În 1930, reprezentații anumitor universități din Europa au făcut schimb de informații despre diferite programe din specializarea afaceri și economie. Studenții participau la stagii internaționale, dar în general din proprie inițiativă, și tot procesul a fost întrerupt de cel de-al doilea război mondial. Totuși, în 1944 țările neutre scandinave încă făceau schimburi de studenți: în Stockholm, Bertil Hedberg (official la Universitatea de Economie din Stockholm) și doi studenți Jaroslav Zich din Cehoslovacia și Stanislas Callens din Belgia au fondat AIESE, predecesorul AIESEC-ului, care a fost fondat oficial în 1948.
În 1949, 89 de studenți din șapte țări – Belgia, Danemarca, Finlanda, Franța, Olanda, Norvegia și Suedia – s-au întâlnit la primul Congres Internațional AIESEC în Stockholm. Fondatorii au compus o constituție pentru noua organizație și au definit următorul scop: „AIESEC este o organizație apolitică, independentă și internațională care are ca scop stabilirea și promovarea de relații de înțelegere și cooperare reciprocă între membrii săi”.
Spre sfârșitul anilor '50 AIESEC a contactat Universitatea Yale și Universitatea Columbia pentru a vedea dacă aceștia pot ajuta stabilirea AIESEC și în Statele Unite Ale Americii. Rezultatul a fost trimiterea a trei studenti (Perry Wurst, Norm Barnett și Stephen Keiley) într-o misiune de explorare la conferința internațională anuală de la Köln, Germania, în februarie 1959. La întoarcerea acasă, acești trei stundeți au stabilit filiale AIESEC atât la Yale cât și la Columbia. În vara anului 1959 AIESEC S.U.A. a trimit peste hotare peste 30 de studenți. De asemenea AIESEC S.U.A. l-a propus pe Morris Wolf ca prim secretar general. Acesta a fost ales și a stabilit primul sediu oficial AIESEC la Geneva, Elveția în 1960. De asemenea el a extins AIESEC în Ghana și Nigeria, și mai târziu Camerun.
La sfârșitul anului 1960 fuseseră realizate 2.467 de schimburi de tineri, iar la sfârșitul anilor 1970 peste 4.200.
În România AIESEC a prins amploare în 1990 plecând de la o inițiativă AIESEC Austria. AIESEC România a fost printre primele organizații non-guvernamentale din România post-revoluționară. AIESEC este prezent în 12 orașe din România: București, Brașov, Constanța, Cluj-Napoca, Craiova, Galați, Iași, Oradea, Pitești, Sibiu, Suceava și Timișoara.

### Cronologie
- 1948 - AIESEC este înființat de studenți din șapte țări europene - Finlanda, Suedia, Franța, Danemarca, Belgia, Norvegia și Olanda. 1958 - AIESEC se extinde la nivel global – în Africa și America de Sud: Columbia și Venezuela
- 1963 - AIESEC, prin reprezentanții săi, se întâlnește cu Președintele John F. Kennedy la primul Congres Internațional ținut în afara Europei, și anume în Statele Unite ale Americii.
- 1964 - Papa Iona Paul al VI-lea îi întâmpină pe delegații celui de-al 16-lea Congres
- 1970 - Primul Congres Internațional ținut în Asia – Tokyo, Japonia
- 1977 - Este conturat conceptul de “Seminar de Dezvoltare a Abilităților de Leadership” și este lansat în toata rețeaua AIESEC Internațional
- 1978 - Primul Seminar de Dezvoltare a Abilităților de Leadership este ținut în Malaezia
- 1989 - S-a înregistrat cel mai mare număr de stagii de practică internațională – 7029
- 1992 - AIESEC a fost implicat în majoritatea evenimentelor Națiunilor Unite ca cea mai mare organizație de tineri din lume
- 2005 - S-a creat viziunea AIESEC 2010 - un plan strategic pe 5 ani
- 2007 - AIESEC atinge numărul de peste 100 de țări și regiuni
- 2008 - AIESEC sărbătorește 60 de ani – eveniment lansat oficial pe 17 ianuarie 2008 la Londra, Marea Britanie
- 2008 - Peste 60 de evenimente naționale; patru evenimente regionale: Tokyo (21-23 Martie), Budapesta (9-11 Mai), Bruxelles (27-29 Iunie) și Sao Paolo (22-24 August); o publicație aniversară
- 2010 - S-a creat viziunea AIESEC 2015 - plan strategic pe 5 ani
- 2020 - S-a creat viziunea 2025 - plan strategic pe 5 ani, după pandemie

## Alumni
Alumnii AIESEC sunt peste 100.000 în lume și printre ei se află profesioniști, antreprenori, politicieni, oameni de afaceri și un câștigător al unui Premiu Nobel. Unele personalități notabile sunt:
- Aleksander Kwaśniewski, președintele Poloniei în 1995-2005.
- Martti Ahtisaari, al 10-lea președinte al Finladei (1994–2000), Premiul Nobel pentru Pace.
- Mario Monti, fost prim-ministru al Italiei.
- Aníbal Cavaco Silva, fost prim-ministru și președinte al Portugaliei.
- Junichiro Koizumi, fost prim-ministru al Japoniei.
- Helmut Kohl, fost cancelar german.
- Janez Drnovšk, fost prim-ministru al Sloveniei.